# Sebastián Fernández Méndez
Sebastián Fernández Méndez imaginero español, nacido en la ciudad de San Cristóbal de La Laguna (Tenerife) en 1700. De él emanó una extensa producción de tallas religiosas presentes en la práctica totalidad de las islas del archipiélago canario.

## Biografía
Sebastián Fernández Méndez procede de una familia de tradición artística. Su Padre, Sebastián Fernández Méndez "el rico" y su abuelo materno Lázaro González de Ocampo, destacaron en el ámbito de la escultura. Muy probablemente sería en el taller de su abuelo donde daría los primeros pasos como escultor ya que su padre emigró hacia América tan sólo unos años después de él haber nacido. Instaló su taller en la Calle de Las Canales en Santa Cruz de Tenerife.  
En 1774 se hallaba en Lanzarote, trabajando en la restauración de la imagen de San Marcial de Femés, imagen que él había realizado. De regreso a Tenerife, acomete un San Pedro Papa para la Parroquia de Santa Cruz, iconografía que repetiría varias veces a lo largo de su carrera ya que en la Ermita de Nuestra Señora de las Mercedes de Mala, en Lanzarote, y en el templo de la Iglesia Matriz del Apóstol Santiago de la Villa de Los Realejos, se conservan sendas imágenes del primer Papa, esta última fechada en 1757.
De su producción destacan especialmente la estupenda serie de ángeles que esculpió. En 1743 esculpe cuatro para adornar un cuadro de la Inmaculada Concepción por encargo de Don Matías Rodríguez Carta y que hoy pertenecen al patrimonio de la Parroquia de Ntra. Sra. de la Concepción de Santa Cruz de Tenerife. En 1755 talla para la Parroquia de Nuestra Señora de la Peña de Francia, de Puerto de la Cruz, la pareja que portan las borlas del cordón de la imagen del Gran Poder de Dios. Por las mismas fechas talla los que se conservan la Parroquia de Santa Ana de 
Garachico, siendo estos últimos de vestir. 
Hacia 1757, talla el Arcángel San Rafael de Iglesia de Nuestra Señora de la Concepción.
Su última escultura es el Niño Jesús que hacia 1758 hizo para la parroquia del Realejo de Arriba por encargo de la Cofradía del Santo Nombre.